# Odderade
Odderade là một đô thị thuộc huyện Dithmarschen, trong bang Schleswig-Holstein, nước Đức. Đô thị Odderade có diện tích 11,29 km², dân số thời điểm 31 tháng 12 năm 2006 là 326 người.